# Welshpool
Welshpool is een plaats in het Welshe graafschap Powys.
Welshpool telt 6269 inwoners.

## Geboren in Welshpool
- Michael Jones (1952), Welsh-Frans singer-songwriter en gitarist

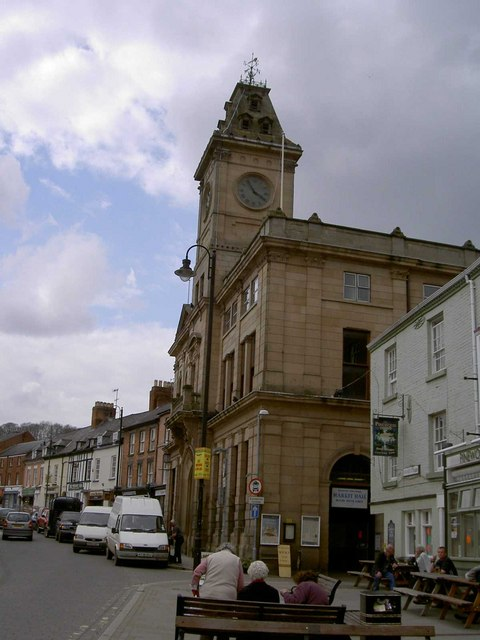
Raadhuis